# Douglas Coupland

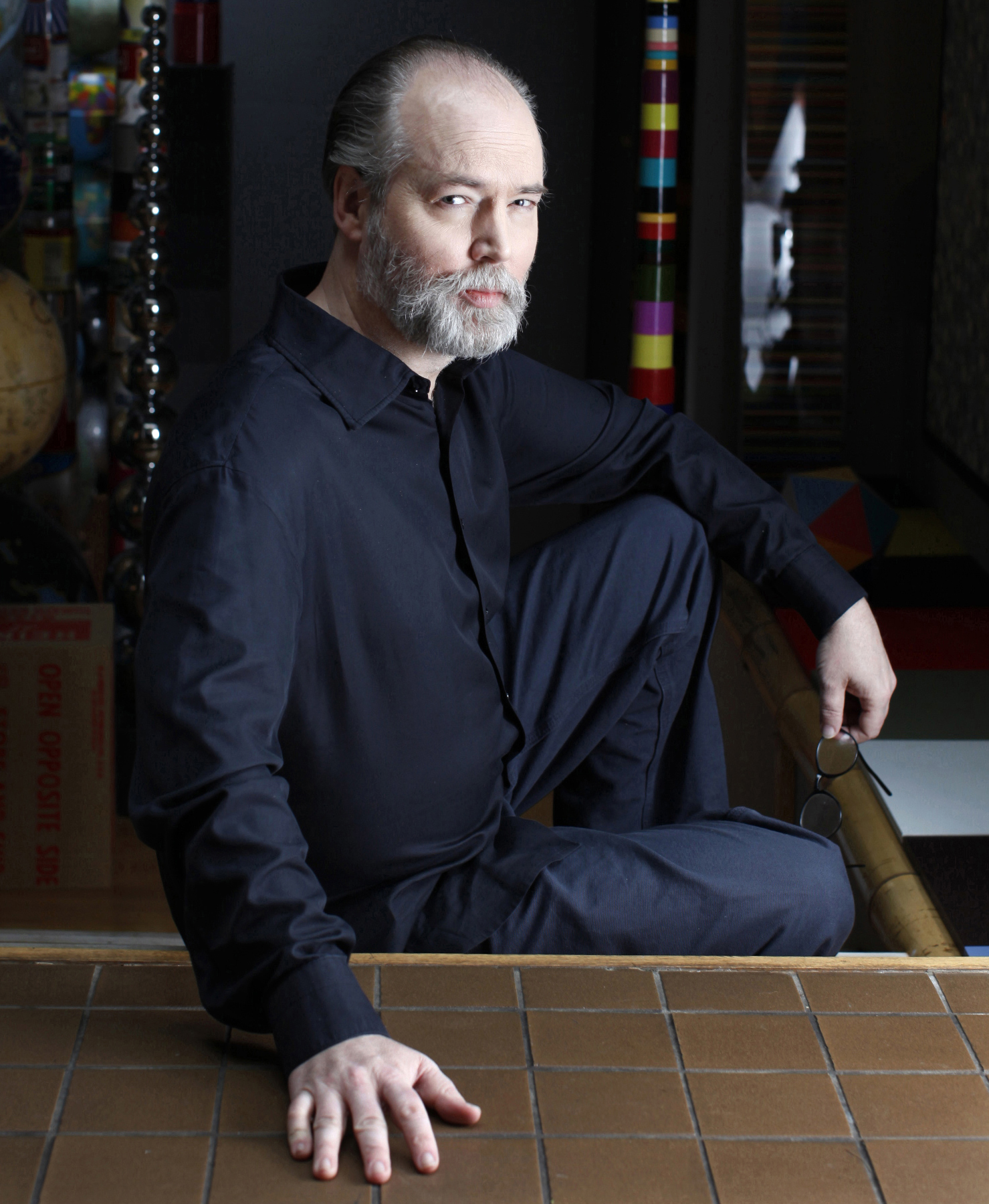
Douglas Coupland

Douglas Coupland (Rheinmünster, 30 december 1961) is een Canadees schrijver. Hij is bekend geworden door zijn debuut-boek Generation X, dat verscheen in 1991. Jongeren herkenden zich in de nihilistische gedachten van de hoofdpersonages.
Coupland werd geboren op een NAVO-basis in Rheinmünster-Söllingen (Duitsland) en groeide op in Vancouver waar hij in 1984 aan het Emily Carr College of Art and Design afstudeerde als beeldhouwer. Hij maakte reizen naar Italië en Japan, en volgde aan de Universiteit van Hokkaido een cursus product design. Coupland exposeerde in 1987 in de Vancouver Art Gallery en begon aan het eind van de jaren tachtig in plaatselijke tijdschriften te publiceren. Hieruit kwam zijn eerste boek voort. Hij bleef daarnaast beeldhouwen.
In 2005 kwam hij uit de kast als homoseksueel.

## Technologie
Coupland vat de tijdsgeest van periodes met aandacht voor nieuwe technologie en knipogen naar de populaire cultuur. Zijn verbeeldingskracht overstijgt de werkelijkheid en zijn toekomstvoorspellingen houden de lezer een spiegel voor. In 1995 kondigde hij in 'Microserfs' onder meer de dotcombubbel aan die Silicon Valley deed daveren. In 'JPod' voert hij een reeks gamemakers ten tonele en in 'Generatie A' stelt hij dat de technologie een einde bracht aan het generatiedenken en dat de mensheid nood heeft aan een epidemie. "Wat we nodig hebben, is een epidemie. Meer niet. Er zijn gewoon te veel mensen." In 'Generatie A' zijn de bijen uitgestorven. Vijf jongeren krijgen op vijf continenten een bijensteek en er volgt een verhaal hoe technologie de verbeelding verbrijzelt, een metaforisch beeld voor de westerse maatschappij aan het begin van de 21ste eeuw.